# Cumuleo
Cumuleo is een databank en website van alle mandaten die bekleed worden door Belgische politici en hoge ambtenaren.

## Geschiedenis
In 2009 werd Cumuleo opgericht door Christophe Van Gheluwe (geboren in 1975), een zelfstandig marketeer en webontwikkelaar, architect van opleiding. Hij staat in voor het beheer van Cumuleo wordt ook door hem beheerd, en zou geen externe financiering ontvangen.
De basisgegevens van de databank zijn publiek. Daarvoor werd het principe vastgelegd in de Wet van 2 mei 1995 betreffende de verplichting om een lijst van mandaten, ambten en beroepen, alsmede een vermogensaangifte in te dienen. Het duurde echter tot 2005 voor in de praktijk een eerste lijst met mandaten werd gepubliceerd in het Belgisch Staatsblad. De lijsten worden jaarlijks door het Rekenhof opgesteld, en medio augustus van het jaar nadien vrijgegeven. De gegevens zijn eentalig (in de taal van de mandataris), niet gegroepeerd per persoon, en niet opgemaakt in een gemakkelijk leesbare vorm. 
Cumuleo verwerkt de ruwe gegevens dan tot een vrij consulteerbare databank, en voegt een statistische analyse en vergelijkingen toe. De site werd in 2010 door een expert van het Europese TAIEX-agentschap erkend als een nuttig instrument van de burgermaatschappij in de strijd voor transparantie en openbaarheid van bestuur, en tegen corruptie. De gepubliceerde gegevens vallen onder het auteursrecht: voor het overnemen van gegevens, anders dan kort citeren van de mandaten van een persoon, is toestemming vereist. 